# Fatou Bintou Fall
Fatou Bintou Fall (sinh ngày 23 tháng 8 năm 1981 tại Tivaonane) là một nữ vận động viên điền kinh đến từ Sénégal, người chủ yếu thi đấu ở cự ly 400 mét. Cô đã cố gắng hết sức cá nhân tại Giải vô địch châu Phi 2004, giành huy chương vàng: 50,62 giây.

## Kỷ lục cuộc thi
| Năm                  | Giải đấu                     | Địa điểm                       | Thứ hạng             | Nội dung             | Chú thích              |
| Representing Sénégal | Representing Sénégal         | Representing Sénégal           | Representing Sénégal | Representing Sénégal | Representing Sénégal   |
| -------------------- | ---------------------------- | ------------------------------ | -------------------- | -------------------- | ---------------------- |
| 1999                 | African Junior Championships | Tunis, Tunisia                 | 9th (h)              | 100 m                | 12.60                  |
| 1999                 | African Junior Championships | Tunis, Tunisia                 | 7th                  | 200 m                | 25.22 (w)              |
| 2000                 | World Junior Championships   | Santiago, Chile                | 27th (h)             | 100 m                | 12.24 (wind: +1.1 m/s) |
| 2000                 | World Junior Championships   | Santiago, Chile                | 20th (qf)            | 200 m                | 24.71 (wind: -1.4 m/s) |
| 2001                 | World Championships          | Edmonton, Canada               | 11th (h)             | 4 × 400 m relay      | 3:30.03                |
| 2002                 | African Championships        | Radès, Tunisia                 | 12th (h)             | 400 m                | 56.10                  |
| 2002                 | African Championships        | Radès, Tunisia                 | –                    | 4 × 100 m relay      | DQ                     |
| 2003                 | World Championships          | Paris, France                  | 28th (h)             | 400 m                | 52.35                  |
| 2003                 | World Championships          | Paris, France                  | 8th                  | 4 × 400 m relay      | DQ                     |
| 2003                 | All-Africa Games             | Abuja, Nigeria                 | 1st                  | 400 m                | 51.38                  |
| 2003                 | All-Africa Games             | Abuja, Nigeria                 | 1st                  | 4 × 100 m relay      | 45.42                  |
| 2004                 | African Championships        | Brazzaville, Republic of Congo | 1st                  | 400 m                | 50.62                  |
| 2004                 | African Championships        | Brazzaville, Republic of Congo | 1st                  | 4 × 400 m relay      | 3:29.41                |
| 2004                 | Olympic Games                | Athens, Greece                 | 12th (sf)            | 400 m                | 51.21                  |
| 2004                 | Olympic Games                | Athens, Greece                 | 16th (h)             | 4 × 400 m relay      | 3:35.18                |
| 2005                 | Universiade                  | Izmir, Turkey                  | 2nd                  | 400 m                | 51.33                  |
| 2005                 | World Championships          | Helsinki, Finland              | 20th (sf)            | 400 m                | 52.35                  |
| 2005                 | World Championships          | Helsinki, Finland              | 9th (h)              | 4 × 400 m relay      | 3:29.03                |
| 2005                 | Jeux de la Francophonie      | Niamey, Niger                  | 2nd                  | 400 m                | 52.57                  |
| 2007                 | All-Africa Games             | Algiers, Algeria               | 10th (sf)            | 400 m                | 53.03                  |
| 2007                 | All-Africa Games             | Algiers, Algeria               | 5th                  | 4 × 100 m            | 45.26                  |
| 2007                 | All-Africa Games             | Algiers, Algeria               | 4th                  | 4 × 400 m            | 3:34.88                |
| 2008                 | African Championships        | Addis Ababa, Ethiopia          | 11th (h)             | 400 m                | 54.83                  |
| 2009                 | Universiade                  | Belgrade, Serbia               | 1st                  | 400 m                | 51.65                  |
| 2009                 | Universiade                  | Belgrade, Serbia               | 3rd                  | 4 × 400 m relay      | 3:36.33                |
| 2009                 | World Championships          | Berlin, Germany                | 30th (h)             | 400 m                | 54.46                  |
| 2009                 | Jeux de la Francophonie      | Beirut, Lebanon                | 2nd                  | 400 m                | 52.90                  |
| 2009                 | Jeux de la Francophonie      | Beirut, Lebanon                | 2nd                  | 4 × 400 m relay      | 3:36.27                |